# Bill O'Reilly (cricket)
Pour les articles homonymes, voir O'Reilly.
Pour le présentateur de télévision américain, voir Bill O'Reilly.
William Joseph O'Reilly (né le 20 décembre 1905, décédé le 6 octobre 1992), communément appelé Bill O'Reilly et parfois surnommé Tiger, était un joueur de cricket australien. Il a disputé son premier test pour l'équipe d'Australie en 1932.
Il est considéré comme étant l'un des meilleurs spin bowlers de l'histoire du cricket.

## Équipes
- Nouvelle-Galles du Sud

## Honneurs
- Un des cinq Wisden Cricketers of the Year de l'année 1935.
- Membre de l'Australian Cricket Hall of Fame depuis 1996 (membre inaugural).
- Membre de l'ICC Cricket Hall of Fame depuis 2009 (membre inaugural)[1].

## Sélections
- 27 sélections en test cricket de 1932 à 1946.